# لاندا صلیب
لاندا صلیب یک ستاره است که در صورت فلکی چلیپا قرار دارد.